# Micronecta scholtzi
Micronecta scholtzi Fieber, 1860 è un insetto eterottero della famiglia Corixidae, comune nelle pozze di acqua dolce e nei laghi d’Europa, con preferenza per acque stagnanti o con moderata corrente.

## Descrizione
M. scholtzi è lunga tra i 2 e i 2,5 mm e può essere facilmente distinta dalle altre specie del genere dal paramere ritorto a sinistra dei genitali maschili, il breve pronoto e il distintivo disegno scuro sulla testa.

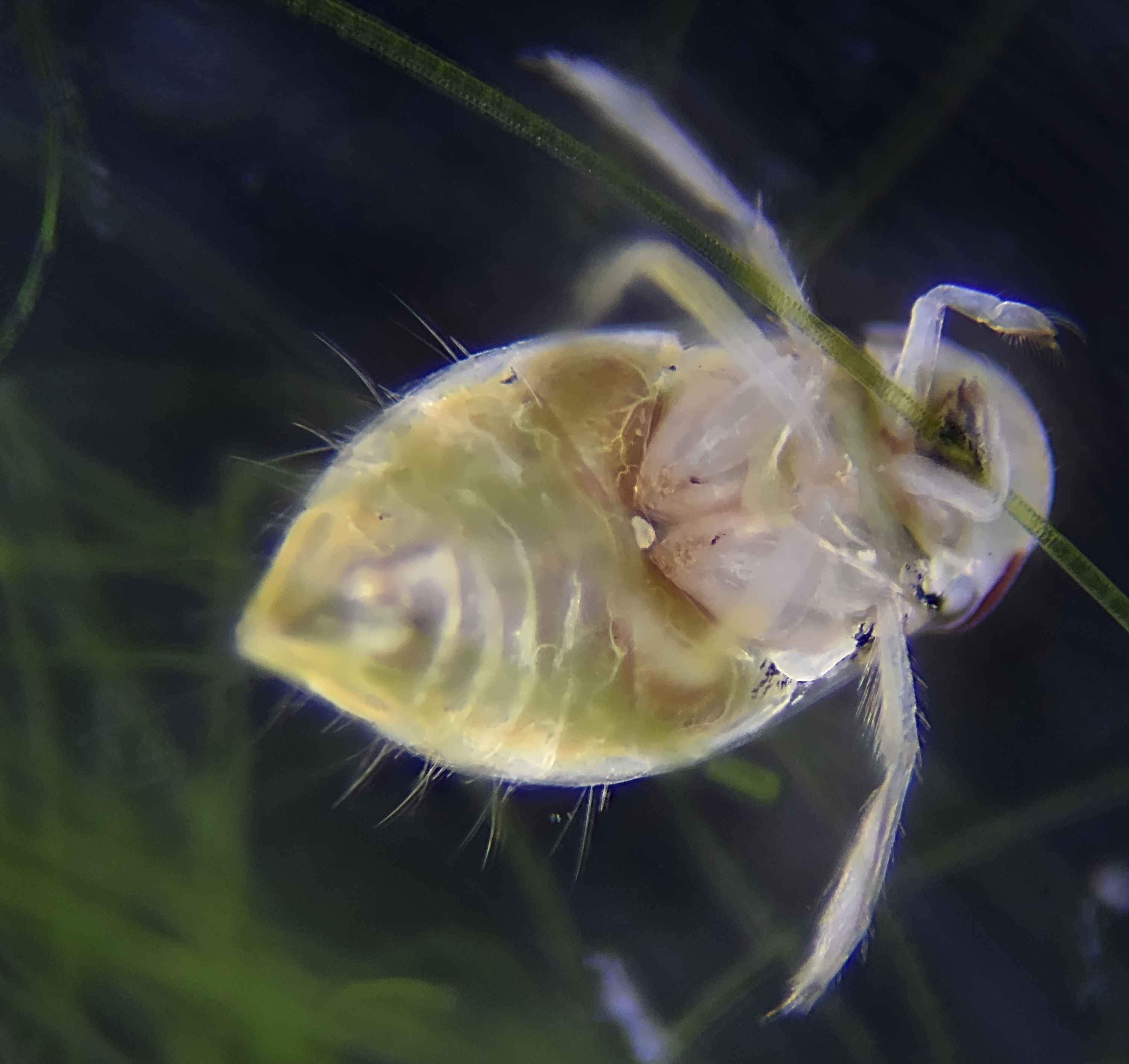
Visione ventrale, esemplare vivo
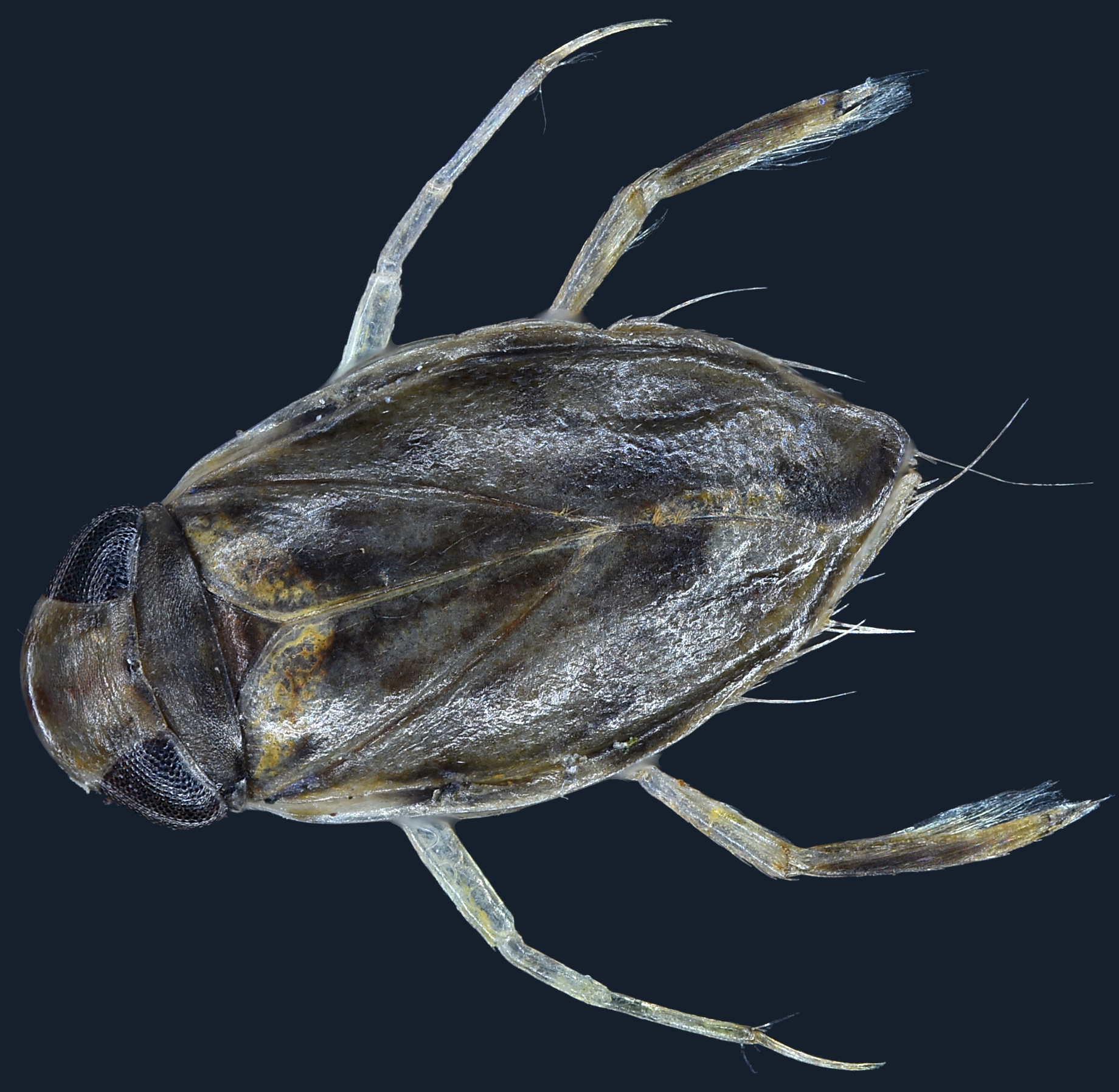
Visione dorsale, esemplare morto
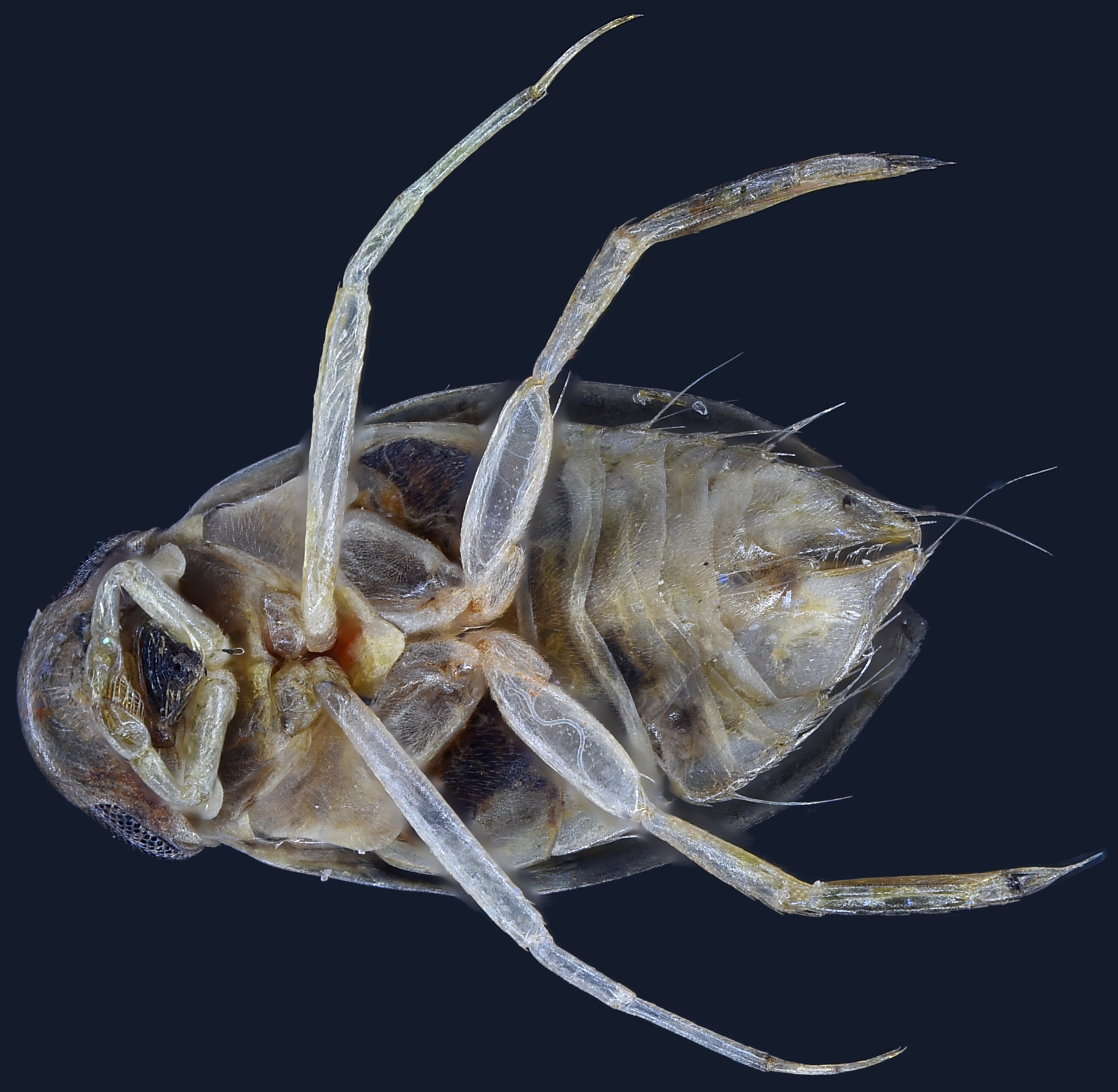
Visione ventrale, esemplare morto

## Biologia
Una squadra di biologi ed ingegneri del suono francesi e scozzesi hanno registrato M. scholtzi che producono suoni fino a 99,2 decibel, un volume paragonabile a quello di un treno in transito e classificato dal Guinness World Records come il pene più rumoroso. Il volume del suono era così elevato da far dubitare della corretta calibrazione degli strumenti da parte degli ingegneri. Il maschio di questa specie produce questo suono subacqueo di corteggiamento stridulando un bordo del suo pene contro una corrugazione dell’addome: l’area coinvolta misura solo 50 micrometri, circa come lo spessore di un capello umano. Gran parte del volume viene disperso nel passaggio dell’onda sonora dall’acqua all’aria, ma rimane comunque udibile da persone che camminano sulla riva. In rapporto alle sue dimensioni, questa specie è considerata l’animale più rumoroso. Nonostante il meccanismo di produzione del suono sia noto, i ricercatori sono tuttora sorpresi dal volume prodotto e ritengono che una volta compreso il processo, potrebbero aprirsi utili strade nella produzione di ultrasuoni.
Non sono molti gli insetti che producono suoni con l’apparato genitale, ma ce n’è un altro, la falena Syntonarcha iriastis, che emette stridii ultrasonici.

## Distribuzione e habitat
Poco si sa delle sue abitudini e dell'habitat, ma si pensa che prosperi nelle acque basse delle rive di pozze e laghi.